# Георг II (Саксония-Майнинген)
Георг II фон Саксония-Майнинген (на немски: Georg II Herzog von Sachsen-Meiningen; „Theaterherzog“; * 2 април 1826,Майнинген; † 25 юни 1914, Вилдунген) от ернестинската линия на Ветините, е херцог на Саксония-Майнинген (1866 – 1914), генерал на пехотата на пруската армия. Прославя се като меценат на театралното изкуство и затова е наричан „театралния херцог“ („Theaterherzog“).

## Живот
Той е единствен син на херцог Бернхард II фон Саксония-Майнинген (1800 – 1882) и съпругата му принцеса Мария Фридерика фон Хесен-Касел (1804 – 1888), дъщеря на курфюрст Вилхелм II фон Хесен-Касел (1777 – 1847) и принцеса Августа Пруска (1780 – 1841). Сестра му Августа (1843 – 1919) се омъжва на 15 октомври 1862 г. в Майнинген за принц Мориц фон Саксония-Алтенбург (1829 – 1907).
Георг II следва в университета в Бон. Баща му се отказва от управлението на 20 септември 1866 г. в полза на сина му наследствения принц Георг II. Той участва с най-големия си син във Френско-пруската война (1870 – 1871). Георг II се грижи за театъра и музикантите в Майнинген. Близък приятел е с Йоханес Брамс.
Георг II умира на 25 юни 1914 г. в санаторюма в Бад Вилдунген на 88 години и е погребан на 28 юни 1914 г. в гробището в Майнинген.

## Фамилия
Първи брак: 18 май 1850 г. в Шарлотенбург с принцеса Шарлота Пруска (* 21 юни 1831, дворец Шьонхаузен до Берлин; † 30 март 1855, Майнинген), дъщеря на принц Албрехт Пруски (1809–1872) и принцеса Мариана Нидерландска (1810 – 1883). Внучка е на пруския крал Фридрих Вилхелм III (1770 – 1840). Тя умира на 23 години след раждане. Те имат четири деца:
- Бернхард III (* 1 април 1851, Майнинген; † 16 януари 1928, Майнинген), херцог на Саксония-Майнинген (1914 – 1918), женен на 18 февруари 1878 г. в Берлин за принцеса Шарлота Пруска (* 24 юли 1860, Потсдам; † 1 октомври 1919, Баден-Баден), дъщеря на германския кайзер и пруски крал Фридрих III
- Георг Албрехт (* 12 април 1852, Майнинген; † 27 януари 1855, Майнинген)
- Мария Елизабет (* 23 септември 1853, Потсдам; † 22 февруари 1923, Мюнхен), неомъжена
- син (*/† 30 март 1855)

Втори брак: 24 юни 1889 г. в Лангенбург с принцеса Феодора фон Хоенлое-Лангенбург (* 7 юли 1839, Щутгарт; † 10 февруари 1872, Майнинген), дъщеря на княз Ернст I фон Хоенлое-Лангенбург (1794 – 1860) и принцеса Анна Феодора фон Лайнинген (1807 – 1872). Майка ѝ е по-голяма полусестра на Кралица Виктория (упр. 1837 – 1901) и племенница на белгийския крал Леополд I (упр. 1831 – 1865). Тя умира на 32 години. Те имат три деца:
- Ернст (* 27 септември 1859, Майнинген; † 19 декември 1941, дворец Алтенщайн), херцог, женен на 20 септември 1892 г. в Мюнхен за Катарина Йензен, фрайфрау фон Заалфелд (* 25 януари 1874, Кил; † 19 април 1945, Ной-Еглинг до Мурнау)
- Фридрих (* 12 октомври 1861, Майнинген; † 23 август 1914, в битка във Франция), женен на 25 април 1889 г. в Нойдорф за принцеса Аделхайд Каролина Матилда Емилия Агнес Ида София фон Липе-Бистерфелд (* 22 юни 1870, Оберкасел; † 3 септември 1948, Детмолд)
- Виктор (* 14 май 1865, Майнинген; † 17 май 1865, Майнинген)

Трети брак: 18 март 1873 г. в Либенщайн (морганатичен брак) за пианистката и артистката Елен Франц/Хелена фрайфрау фон Хелдбург (* 30 май 1839, Наумбург; † 26 март 1923, Майнинген), дъщеря на директора на Търговско училище Херман Франц (1803 – 1870) и шотландската благородничка Сара Грант. Бракът е бездетен.
- Шарлота Пруска,
първа съпруга
- Феодора фон Хоенлое-Лангенбург,
втора съпруга
- Елен Франц, 1870 г.,
трета съпруга